# Финал Мирового тура ATP 2010
Финал Мирового Тура ATP 2010 года (англ. Barclays ATP World Tour Finals 2010) — турнир сильнейших теннисистов, завершающий сезон ATP. В 2010 году проходит 41-е по счёту соревнование для одиночных игроков и 35-е для парных. Традиционно турнир проводится поздней осенью — в этом году с 21 по 28 ноября на кортах O2 арена в столице Великобритании — Лондоне, которая принимает его второй год подряд.
Прошлогодние победители:
- одиночки —  Николай Давыденко (Не отобрался)
- пары —  Боб Брайан /  Майк Брайан

## Квалификация
Квалификация на этот турнир происходит по итогам рейтинга ATP.

### Одиночный турнир
Золотистым цветом выделены теннисисты, отобравшиеся в Лондон. 
 Серебристым — запасные на турнире в Лондоне. 
| Рейтинг 2010 года. | Рейтинг 2010 года. | Рейтинг 2010 года. | Рейтинг 2010 года. |
| #                  | Теннисист          | Очки               | Турниры            |
| ------------------ | ------------------ | ------------------ | ------------------ |
| 1                  | Рафаэль Надаль     | 11,450             | 16                 |
| 2                  | Роджер Федерер     | 7,645              | 17                 |
| 3                  | Новак Джокович     | 5,635              | 18                 |
| 4                  | Робин Сёдерлинг    | 5,380              | 22                 |
| 5                  | Энди Маррей        | 5,360              | 18                 |
| 6                  | Томаш Бердых       | 3,755              | 25                 |
| 7                  | Давид Феррер       | 3,735              | 23                 |
| 8                  | Энди Роддик        | 3,665              | 17                 |
| 9                  | Фернандо Вердаско  | 3,240              | 24                 |
| 10                 | Михаил Южный       | 3,920              | 23                 |

В число участников одиночного турнира помимо 8 игроков основной сетки включают также двоих запасных.

### Парный турнир
| Рейтинг 2010 года. | Рейтинг 2010 года.                  | Рейтинг 2010 года. | Рейтинг 2010 года. |
| #                  | Команда                             | Очки               | Турниры            |
| ------------------ | ----------------------------------- | ------------------ | ------------------ |
| 1                  | Боб Брайан Майк Брайан              | 11,460             | 22                 |
| 2                  | Даниэль Нестор Ненад Зимонич        | 8,415              | 24                 |
| 3                  | Махеш Бхупати Максим Мирный         | 4,270              | 19                 |
| 4                  | Лукаш Длоуги Леандер Паес           | 4,015              | 18                 |
| 5                  | Лукаш Кубот Оливер Марах            | 3,735              | 23                 |
| 6                  | Мариуш Фирстенберг Марцин Матковски | 3,610              | 28                 |
| 7                  | Уэсли Муди Дик Норман               | 3,375              | 20                 |
| 8                  | Юрген Мельцер Филипп Пецшнер        | 2,745              | 12                 |
| 9                  | Рохан Бопанна Айсам-уль-Хак Куреши  | 3,265              | 23                 |
| 10                 | Франтишек Чермак Михал Мертиняк     | 2,980              | 27                 |

Мельцер и Пецшнер квалифицировались на турнир как пара, выигравшая турнир Большого шлема и оказавшаяся по итогам года в Top20 парного рейтинга (П.39 правил тура)

## Соревнования

### Одиночные соревнования
Роджер Федерер обыграл  Рафаэля Надаля со счётом 6-3, 3-6, 6-1.
- Федерер выигрывает 5й титул в году и 66й за карьеру.
- Федерер выигрывает 5й Итоговый турнир в своей карьере.

### Парные соревнования
Даниэль Нестор /  Ненад Зимонич обыграли  Махеша Бхупати /  Максима Мирного со счётом 7-6(6), 6-4.
- Нестор выигрывает свой 7й турнир в году и 71й за карьеру.
- Зимонич выигрывает свой 7й турнир в году и 39й за карьеру.
- Нестор выигрывает свой 3й итоговый турнир в карьере.
- Зимонич выигрывает свой 2й итоговый турнир в карьере.